# Gran Premio de Francia de Motociclismo de 1989
El Gran Premio de Francia de Motociclismo de 1989 fue la decimoprimera prueba de la temporada 1989 del Campeonato Mundial de Motociclismo. El Gran Premio se disputó el 16 de julio de 1989 en el Circuito de Bugatti en Le Mans.

## Resultados 500cc
En la clase rina, se impuso el estadounidense Eddie Lawson (tercera victoria de la temporada) en una dura pugna con su compatriota Kevin Schwantz. Wayne Rainey, con problemas de neumáticos, acabó tercero.
| Pos.     | Piloto              | Equipo                                   | Moto       | Tiempo     | Pts. |
| -------- | ------------------- | ---------------------------------------- | ---------- | ---------- | ---- |
| 1        | Eddie Lawson        | Rothmans Kanemoto Honda                  | Honda      | 50:16.940  | 20   |
| 2        | Kevin Schwantz      | Suzuki Pepsi Cola                        | Suzuki     | +0.770     | 17   |
| 3        | Wayne Rainey        | Team Lucky Strike Roberts                | Yamaha     | +15.530    | 15   |
| 4        | Christian Sarron    | Sonauto Gauloises Blondes Yamaha Mobil 1 | Yamaha     | +23.590    | 13   |
| 5        | Kevin Magee         | Team Lucky Strike Roberts                | Yamaha     | +24.210    | 11   |
| 6        | Pierfrancesco Chili | HB Honda Gallina Team                    | Honda      | +37.000    | 10   |
| 7        | Niall Mackenzie     | Marlboro Yamaha Team Agostini            | Yamaha     | +53.540    | 9    |
| 8        | Mick Doohan         | Rothmans Honda Team                      | Honda      | +59.120    | 8    |
| 9        | Rob McElnea         | Cabin Racing Team                        | Honda      | +1:26.290  | 7    |
| 10       | Adrien Morillas     | Team ROC Elf Honda                       | Honda      | +1:31.460  | 6    |
| 11       | Randy Mamola        | Cagiva Corse                             | Cagiva     | +1 Vuelta  | 5    |
| 12       | Thierry Crine       | Minolta Suzuki Racing Team               | Suzuki     | +1 Vuelta  | 4    |
| 13       | Alessandro Valesi   | Team Iberia                              | Yamaha     | +1 Vuelta  | 3    |
| 14       | Simon Buckmaster    | Racing Team Katayama                     | Honda      | +1 Vuelta  | 2    |
| 15       | Fabio Biliotti      | Racing Team Katayama                     | Honda      | +2 Vueltas | 1    |
| 16       | Eddie Laycock       |                                          | Honda      | +2 Vueltas |      |
| 17       | Bruno Kneubühler    | Romer Racing Suisse                      | Honda      | +2 Vueltas |      |
| 18       | Juan López Mella    | Club Motocross Pozuelo                   | Honda      | +2 Vueltas |      |
| 19       | Claude Albert       |                                          | Suzuki     | +2 Vueltas |      |
| 20       | Jean-Paul Lecointe  | Motodepot                                | Suzuki     | +2 Vueltas |      |
| 21       | Nicholas Schmassman | FMS                                      | Honda      | +2 Vueltas |      |
| 22       | Pascal Seguela      |                                          | Honda      | +2 Vueltas |      |
| 23       | Bernard Gitton      | Byblos                                   | Fior       | +2 Vueltas |      |
| 24       | Fernando González   | Club Motocross Pozuelo                   | Honda      | +2 Vueltas |      |
| 25       | Cees Doorakkers     | HRK Motors                               | Honda      | +2 Vueltas |      |
| Ret      | Freddie Spencer     | Marlboro Yamaha Team Agostini            | Yamaha     | Ret        |      |
| Ret      | Andreas Leuthe      | Librenti Corse                           | Suzuki     | Ret        |      |
| Ret      | Marco Gentile       | Fior Marlboro                            | Fior       | Ret        |      |
| Ret      | Wayne Gardner       | Rothmans Honda Team                      | Honda      | Ret        |      |
| Ret      | Marco Papa          | Team Greco                               | Paton      | Ret        |      |
| Ret      | Patrick Salles      |                                          | Fior Honda | Ret        |      |
| Ret      | Patrick Lerustre    |                                          | Fior       | Ret        |      |
| Ret      | Bernard Andrault    |                                          | Honda      | Ret        |      |
| Ret      | Fred Merkel         | HB Honda Gallina Team                    | Honda      | Ret        |      |
| Ret      | Raymond Roche       | Cagiva Corse                             | Cagiva     | Ret        |      |
| DNS      | Dominique Sarron    | Team ROC Elf Honda                       | Honda      | DNS        |      |
| DNQ      | Vittorio Scatola    |                                          | Honda      | DNQ        |      |
| Fuentes: |                     |                                          |            |            |      |

## Resultados 250cc
Primer triunfo de su carrera para el piloto español Carlos Cardús por delante del suizo Jacques Cornu y el también español Sito Pons. Este último aventaja en 59 puntos en la clasificación general al helvético Cornu.
| Pos. | Piloto                    | Moto    | Tiempo    | Pts. |
| ---- | ------------------------- | ------- | --------- | ---- |
| 1    | Carlos Cardús             | Honda   | 43.21.12  | 20   |
| 2    | Jacques Cornu             | Honda   | 43.21.47  | 17   |
| 3    | Sito Pons                 | Honda   | 43.22.11  | 15   |
| 4    | Toshihiko Honma           | Yamaha  | 43.23.51  | 13   |
| 5    | Jean-Philippe Ruggia      | Yamaha  | 43.23.79  | 11   |
| 6    | Reinhold Roth             | Honda   | 43.26.09  | 10   |
| 7    | Masahiro Shimizu          | Honda   | 43.28.61  | 9    |
| 8    | Juan Garriga              | Yamaha  | 43.42.15  | 8    |
| 9    | Didier de Radiguès        | Aprilia | 43.43.61  | 7    |
| 10   | Helmut Bradl              | Honda   | 43.44.42  | 6    |
| 11   | Luca Cadalora             | Yamaha  | 43.45.47  | 5    |
| 12   | Martin Wimmer             | Aprilia | 43.53.88  | 4    |
| 13   | Daniel Amatriaín          | Honda   | 43.57.57  | 3    |
| 14   | Alberto Puig              | Yamaha  | 43.57.95  | 2    |
| 15   | Garry Cowan               | Yamaha  | 44.11.63  | 1    |
| 16   | Alberto Rota              | Aprilia | 44.11.97  |      |
| 17   | Renzo Colleoni            | Aprilia | 44.12.39  |      |
| 18   | Carlos Lavado             | Aprilia | 44.17.41  |      |
| 19   | Paolo Casoli              | Honda   | 44.28.15  |      |
| 20   | Andreas Preining          | Aprilia | 44.35.16  |      |
| 21   | Alain Bronec              | Aprilia | 44.35.62  |      |
| 22   | Frédéric Protat           | Aprilia | 44.36.06  |      |
| 23   | Javier Cardelús           | Cobas   | 44.48.34  |      |
| 24   | Jean-Francois Foray       | Yamaha  | 44.50.44  |      |
| 25   | Patrick van den Goorbergh | Yamaha  | 45.00.39  |      |
| 26   | Hans Becker               | Honda   | 45.07.96  |      |
| 27   | Luis Lavado               | Yamaha  | 45.12.03  |      |
| 28   | Kevin Mitchell            | Yamaha  | 45.12.29  |      |
| 29   | Maurizio Vitali           | Honda   | 5 Vueltas |      |
| Ret  | Loris Reggiani            | Honda   | Ret       |      |
| Ret  | August Auinger            | Yamaha  | Ret       |      |
| Ret  | Fausto Ricci              | Aprilia | Ret       |      |
| Ret  | Wilco Zeelenberg          | Honda   | Ret       |      |
| Ret  | Jochen Schmid             | Honda   | Ret       |      |
| Ret  | Harald Eckl               | Aprilia | Ret       |      |
| Ret  | Alex Barros               | Yamaha  | Ret       |      |
| DNQ  | Virginio Ferrari          | Rotax   | DNQ       |      |
| DNQ  | Guy Olla                  | Yamaha  | DNQ       |      |
| DNQ  | Jean-François Baldé       | Yamaha  | DNQ       |      |
| DNQ  | Urs Jücker                | Yamaha  | DNQ       |      |
| DNQ  | Darren Milner             | Yamaha  | DNQ       |      |
| DNQ  | Daniel Pauget             | Honda   | DNQ       |      |
| DNQ  | Didier Bordeaux           | Honda   | DNQ       |      |
| DNQ  | Michel Bodeau             | Yamaha  | DNQ       |      |
| DNQ  | Bernhard Schick           | Yamaha  | DNQ       |      |
| DNQ  | René Delaby               | Yamaha  | DNQ       |      |
| DNQ  | Bruno Vecchioni           | Yamaha  | DNQ       |      |
| DNQ  | Manfred Herweh            | Yamaha  | DNQ       |      |

## Resultados 125cc
Victoria del piloto español Jorge Martínez Aspar por delante del también español Àlex Crivillé y el italiano Ezio Gianola.
Con la retirada del holandés Hans Spaan, que hasta este Gran Premio comandaba la clasificación, Gianola se convierte en el nuievo líder de la general.
| Pos. | Piloto               | Moto     | Tiempo    | Pts. |
| ---- | -------------------- | -------- | --------- | ---- |
| 1    | Jorge Martínez Aspar | Derbi    | 42.37.94  | 20   |
| 2    | Àlex Crivillé        | JJ Cobas | 42.38.83  | 17   |
| 3    | Ezio Gianola         | Honda    | 42.54.50  | 15   |
| 4    | Koji Takada          | Honda    | 43.06.32  | 13   |
| 5    | Fausto Gresini       | Garelli  | 43.06.70  | 11   |
| 6    | Hisashi Unemoto      | Honda    | 43.13.54  | 10   |
| 7    | Flemming Kistrup     | Honda    | 43.24.74  | 9    |
| 8    | Luis Miguel Reyes    | Honda    | 43.25.09  | 8    |
| 9    | Domenico Brigaglia   | Garelli  | 43.32.63  | 7    |
| 10   | Alfred Waibel        | Honda    | 43.33.04  | 6    |
| 11   | Adi Stadler          | Honda    | 43.35.77  | 5    |
| 12   | Jean-Claude Selini   | Honda    | 43.37.30  | 4    |
| 13   | Jean-Pierre Jeandat  | Honda    | 43.40.41  | 3    |
| 14   | Corrado Catalano     | Rotax    | 43.56.43  | 2    |
| 15   | Hervé Duffard        | Honda    | 43.59.91  | 1    |
| 16   | Johnny Wickström     | Honda    | 44.02.41  |      |
| 17   | Manuel Hernández     | Honda    | 44.02.96  |      |
| 18   | Javier Debón         | JJ Cobas | 44.04.19  |      |
| 19   | Emilio Cuppini       | Aprilia  | 44.07.76  |      |
| 20   | Hubert Abold         | Rotax    | 44.25.48  |      |
| 21   | Robin Appleyard      | Honda    | 44.26.00  |      |
| 22   | Håkan Olsson         | Rotax    | 44.39.54  |      |
| 23   | Serge Julin          | Honda    | 1 Vuelta  |      |
| 24   | Mike Leitner         | LCR      | 5 Vueltas |      |
| Ret  | Hans Spaan           | Honda    | Ret       |      |
| Ret  | Bady Hassaine        | Honda    | Ret       |      |
| Ret  | Trevor Manley        | Honda    | Ret       |      |
| Ret  | Stefan Prein         | Honda    | Ret       |      |
| Ret  | Bruno Casanova       | Aprilia  | Ret       |      |
| Ret  | Doriano Romboni      | Honda    | Ret       |      |
| Ret  | Alex Bedford         | EMC      | Ret       |      |
| Ret  | Julián Miralles      | Derbi    | Ret       |      |
| Ret  | Allan Scott          | Honda    | Ret       |      |
| Ret  | Lucio Pietroniro     | Honda    | Ret       |      |
| Ret  | Herri Torrontegui    | Honda    | Ret       |      |
| Ret  | Thierry Feuz         | Honda    | Ret       |      |
| DNQ  | Rafael Boigues       | JJ Cobas | DNQ       |      |
| DNQ  | Stefan Dörflinger    | Krauser  | DNQ       |      |
| DNQ  | Peter Öttl           | Krauser  | DNQ       |      |
| DNQ  | Robin Milton         | Honda    | DNQ       |      |
| DNQ  | Gastone Grassetti    | Honda    | DNQ       |      |
| DNQ  | Jos Van Dongen       | Honda    | DNQ       |      |
| DNQ  | Olivier Prion        | Honda    | DNQ       |      |
| DNQ  | Heinz Lüthi          | Honda    | DNQ       |      |
| DNQ  | René Dünki           | LCR      | DNQ       |      |
| DNQ  | Michel Le Garrec     | Honda    | DNQ       |      |
| DNQ  | Paul Bordes          | Honda    | DNQ       |      |
| DNQ  | Javier Arumi         | Honda    | DNQ       |      |
| DNQ  | Othmar Schuler       | Honda    | DNQ       |      |
| DNQ  | Alain Guilhat        | Honda    | DNQ       |      |
| DNQ  | Stuart Edwards       | Honda    | DNQ       |      |
| DNQ  | Valerio Vivarelli    | Rotax    | DNQ       |      |
| DNQ  | Pascal Serra         | Honda    | DNQ       |      |
| DNQ  | Pierre Micchiarelli  | Honda    | DNQ       |      |